# Each Time You Break My Heart
«Each Time You Break My Heart» es una canción interpretada por el cantante inglés Nick Kamen e incluida en su álbum debut epónimo de 1987. La compañía Sire Records la publicó el 28 de octubre de 1986 como su sencillo debut, y por consiguiente el primero de su disco, en vinilos de 7" y 12". Kamen había ganado popularidad al protagonizar un comercial de televisión para la empresa Levi en 1985, y tiempo después decidió profundizar su carrera en la industria de la música y firmó un contrato discográfico con Sire. Compuesta y producida por Madonna y Stephen Bray, en un principio se tenía planeado incluir la canción en el tercer álbum de estudio de la primera, True Blue (1986), pero finalmente no apareció en la lista de canciones.
Para la promoción se filmó un vídeo musical dirigido por Jean-Baptiste Mondino y Mark Leban y contó con la participación de la entonces pareja del cantante, la modelo Talisa Soto. De género synth pop, apareció en la lista «Nuevo y notable», de la revista Billboard, y fue comparada con la música de la banda Bee Gees. Desde el punto de vista comercial,  estuvo entre los diez primeros puestos en las listas de Alemania, Francia, Irlanda, Italia, Países Bajos, Reino Unido, Suecia y Suiza. También alcanzó el quinto lugar en el conteo estadounidense Dance Club Songs y recibió un disco de plata en Francia y Reino Unido.

## Antecedentes
| Madonna decidió componer esa canción para mí, porque me había oído cantar. En el momento en que escuché «Each Time You Break My Heart», me encantó. Supe que era lo correcto para mí. —Nick Kamen sobre la canción. |

Nick Kamen logró popularidad en 1985 cuando su carrera como modelo le otorgó la oportunidad de protagonizar un comercial de televisión para la empresa Levi. El mismo muestra a Kamen entrando a una lavandería de autoservicio para lavar su camiseta y sus jeans 501 —quedando únicamente en calzoncillos blancos— mientras un grupo de mujeres lo observa desnudarse. El anuncio tuvo un impacto inmediato, ya que las ventas de Levi aumentaron un 800 % y pasó a ser el productor número uno de pantalones. Asimismo, convirtió a Kamen en un nombre muy conocido y en un símbolo sexual. La canción «I Heard It Through the Grapevine» de Marvin Gaye, publicada originalmente en 1968, apareció en el comercial y sus ventas también aumentaron, lo que resultó que alcanzara el octavo puesto en la lista UK Singles Chart en mayo de 1986. Tiempo después, Kamen decidió profundizar su carrera en la industria musical y firmó un contrato con Sire Records, misma compañía que publicaba el material de Madonna.
La artista había expresado interés en trabajar con el modelo una vez que firmó con Sire, por lo que Warner Bros., filial de Sire, le solicitó que le escribiera un tema, aunque cuando escuchó una maqueta que le había enviado uno de los ejecutivos de la discográfica, también decidió ser la productora. En una entrevista con el periódico Evening Times, Kamen comentó que la cantante no se interesó en él por el anuncio, sino que fue «la potencia de mi voz [lo que hizo] que quiera trabajar conmigo». Reconoció que trabajar con ella había sido una «experiencia fantástica» y la colaboración «fue totalmente inesperada, [ya que] escuchó mis demos, me llamó y me preguntó si podía producir mi sencillo». Era la primera vez que Madonna producía material para otro artista, por lo que ambos se encontraban nerviosos por el trabajo, pero remarcó que era «una verdadera profesional y probablemente una de las personas más trabajadoras que he conocido. Es muy inteligente y seria. [...] No es una diva, si puede ayudar a alguien, lo hará».

## Grabación y publicación
Compuesta y producida por Madonna y Stephen Bray, «Each Time You Break My Heart» originalmente iba a ser incluida en su tercer álbum de estudio True Blue (1986), pero al final no formó parte de la lista de canciones. La grabación y la mezcla, a cargo de Michael R. Hutchinson, tuvieron lugar en los estudios Larrabee Sound, en Santa Mónica (California). Madonna, Edie Lehmann y Siedah Garrett participaron en los coros, mientras que The Latin Rascals realizó la edición de audio, Steve Peck la ingeniería —con Sabrina Buchanek como asistente— y Ted Jensen creó el disco de acetato. En cuanto a los instrumentos, Dan Huff tocó la guitarra, Paulinho da Costa la percusión, Dean Gant las cuerdas y Bray el sintetizador, además de haber sido el responsable de la programación de batería. Para acompañar el lanzamiento físico del tema, Shep Pettibone produjo remezclas extendidas con duraciones de hasta ocho minutos.
«Each Time You Break My Heart» fue publicado como el primer sencillo del disco epónimo de Kamen y el primero de su carrera musical. La primera fecha de lanzamiento se dio en Reino Unido el 28 de octubre de 1996, disponible en vinilos de 7" y 12" que incluían la versión del álbum, una instrumental como lado B y las remezclas extendidas. Robert Erdman tomó la fotografía de la portada del sencillo de 7", que muestra a Kamen sonriendo, y Bob Merlis tomó la imagen que figura en la contratapa, que es una en blanco y negro de Madonna y Kamen en un estudio de grabación. A finales de marzo de 1987 Sire envió las remezclas producidas por Pettibone a las discotecas estadounidenses. Para la promoción se filmó un videoclip dirigido por Jean-Baptiste Mondino y Mark Leban y producido por J. Stephenson para Fugitive Films, el cual contó con la participación de la entonces pareja de Kamen, la modelo Talisa Soto.

## Recepción

### Crítica
Nancy Erlich de Billboard incluyó la remezcla dance en la sección «Nuevo y notable» y reconoció que la combinación del dúo compositor y productor, sumado a la apariencia de Kamen, harían popular la canción. Agregó que, musicalmente, era un número de synth pop «suave» y la voz del cantante recordaba a los Bee Gees. De la misma revista, Joe Lynch comentó que aunque Kamen nunca tuvo una gran carrera, sí «tuvo un comienzo prometedor» y señaló que sonaba «exactamente como una canción olvidada de Madonna». También de la misma publicación, Jean Rosenbluth remarcó que era un éxito seguro para las radios top 40. En una opinión más variada, el académico Georges-Claude Guilbert, autor de Madonna as Postmodern Myth (2002), señaló que «nada distinguía las melodías empalagosas de Nick Kamen de las de cualquier otro galán adolescente». Asimismo, observó que «todos han olvidado [el sencillo] hoy, así como [sus] álbumes que le siguieron y que rápidamente pasaron a estar en los estantes de descuentos». Herb Alpert del New Straits Times, quien había otorgado una reseña negativa al álbum, expresó que si bien era «pegadiza», la composición de Madonna-Bray «se convierte en gelatina en manos de Kamen».

### Comercial
El sencillo tuvo una recepción comercial favorable en Europa. El 8 de noviembre de 1986 debutó en el puesto número 54 del UK Singles Chart; un mes después, alcanzó la quinta posición y permaneció en total trece semanas. La British Phonographic Industry (BPI) lo certificó con un disco de plata por haber vendido 250 000 copias. En Italia y Suiza llegó al segundo puesto, mientras que en Irlanda al tercero. Ocupó el número cinco en las listas Dutch Top 40 y Single Top 100 de Países Bajos, el seis en Suecia y el ocho en Alemania y Francia; en este último, recibió un disco de plata otorgado por la Syndicat National de l'Édition Phonographique (SNEP), luego de haber vendido 250 000 copias en el país. En la región Flamenca de Bélgica y en Austria no logró posicionarse en el top diez de sus correspondientes listas, pero se situó en las posiciones once y veinticinco, respectivamente. Alcanzó el décimo puesto en el conteo European Hot 100 Singles, basado en las ventas de los dieciocho principales países europeos, y el decimoquinto en el European Airplay Top 50, que recopila el airplay recibido de las principales estaciones de radio del continente.
El recibimiento comercial fue más bajo en Australia y Nueva Zelanda: en el primero solo llegó al ochenta y cuatro en el ranking elaborado por Kent Music Report, mientras que en el segundo país estuvo en total tres semanas y alcanzó su posición más alta en el cuarenta y uno. En Estados Unidos no logró ingresar al Billboard Hot 100, pero las remezclas del vinilo de 12" debutaron en el puesto cuarenta del Dance Club Songs —llamado en ese entonces Hot Dance/Disco— el 18 de abril de 1987; tras seis ediciones ascendió al número cinco y estuvo en general once semanas. También se ubicó en el vigésimo primer sitio de la lista Dance Singles Sales, también de Billboard, y en la RPM Top 100 Singles de Canadá se situó en el 64.º lugar el 18 de abril de 1987.

## Lista de canciones y formatos
| 7"  |                                                    |          |  |
| N.º | Título                                             | Duración |  |
| 1.  | «Each Time You Break My Heart» (versión del álbum) | 4:30     |  |
| 2.  | «Each Time You Break My Heart» (instrumental)      | 4:35     |  |

| Maxi de 12" |                                                            |          |  |
| N.º         | Título                                                     | Duración |  |
| 1.          | «Each Time You Break My Heart» (Dance Mix)                 | 6:53     |  |
| 2.          | «Each Time You Break My Heart» (versión del álbum)         | 4:30     |  |
| 3.          | «Each Time You Break My Heart» (Extended Mix Instrumental) | 5:14     |  |

| Maxi de 12" |                                                    |          |  |
| N.º         | Título                                             | Duración |  |
| 1.          | «Each Time You Break My Heart» (versión extendida) | 8:32     |  |
| 2.          | «Each Time You Break My Heart» (Dub)               | 8:49     |  |
| 3.          | «Each Time You Break My Heart» (Radio Mix)         | 3:55     |  |

| Maxi de 12" |                                                                                |          |  |
| N.º         | Título                                                                         | Duración |  |
| 1.          | «Each Time You Break My Heart» (Siempre que rompes mi corazón) (versión larga) | 8:25     |  |
| 2.          | «Loving You Is Sweeter Than Ever» (Qué bueno es amarte)                        | 6:15     |  |
| 3.          | «Each Time You Break My Heart» (Siempre que rompes mi corazón) (versión corta) | 4:25     |  |

## Posicionamiento en listas
| País (Lista 1986-87)                  | Posición más alta |
| ------------------------------------- | ----------------- |
| Alemania (Offizielle Deutsche Charts) | 8                 |
| Australia (Kent Music Report)         | 84                |
| Austria (Ö3 Austria Top 40)           | 25                |
| Bélgica Flandes (Ultratop)            | 11                |
| Canadá (RPM Top 100 Singles)          | 64                |
| Estados Unidos (Dance Club Songs)     | 5                 |
| Estados Unidos (Dance Singles Sales)  | 21                |
| Europa (European Airplay Top 50)      | 15                |
| Europa (European Hot 100 Singles)     | 10                |
| Francia (SNEP)                        | 8                 |
| Irlanda (IRMA)                        | 3                 |
| Italia (FIMI)                         | 2                 |
| Nueva Zelanda (Recorded Music NZ)     | 41                |
| Países Bajos (Dutch Top 40)           | 5                 |
| Países Bajos (Single Top 100)         | 5                 |
| Reino Unido (UK Singles Chart)        | 5                 |
| Suecia (Sverigetopplistan)            | 6                 |
| Suiza (Schweizer Hitparade)           | 2                 |

| País (Lista 1987)                     | Posición |
| ------------------------------------- | -------- |
| Alemania (Offizielle Deutsche Charts) | 70       |
| Italia (FIMI)                         | 18       |
| Europa (European Hot 100 Singles)     | 25       |
| Países Bajos (Dutch Top 40)           | 57       |
| Países Bajos (Single Top 100)         | 68       |

## Certificaciones
| País (organismo certificador) | Certificación | Unidades certificadas |
| ----------------------------- | ------------- | --------------------- |
| Francia (SNEP)                | Plata         | 250 000               |
| Reino Unido (BPI)             | Plata         | 250 000               |

## Créditos y personal

### Dirección
- Grabado en Larrabee Sound (Santa Mónica, California).
- Masterizado en Master Room (Londres, Inglaterra).
- Publicado por WB Music Corp. / Webo Girl Publishing, Inc. / Bleu Disque Music Co., Inc. / Black Lion Music (ASCAP).
- Todos los derechos en nombre de Webo Girl Publishing, Inc. y Bleu Disque Music Co., Inc. admin. por WB Music Corp.
- © ℗ 1986 WEA Records Ltd.

### Personal
- Nick Kamen: voz
- Madonna: composición, producción, coros
- Edie Lehmann: coros
- Siedah Garrett: coros
- Stephen Bray: composición, producción, sintetizador, programación de batería
- Dan Huff: guitarra
- Paulinho da Costa: percusión
- Dean Gant: cuerdas y sintetizador adicional
- Michael R. Hutchinson: grabación, mezcla
- The Latin Rascals: edición de audio
- Shep Pettibone: remezcla, producción adicional (Mastermix Productions)
- Steve Peck: ingeniería (remezcla)
- Sabrina Buchanek: asistente de ingeniería
- Ted Jensen: disco de acetato
- Robert Erdman: fotografía (portada)
- Bob Merlis: fotografía (contratapa)

Créditos adaptados de las notas del maxisencillo estadounidense de 12" y del álbum Nick Kamen.